# 아세트산 포름산 무수물
아세트산 포름산 무수물은 화학식을 가진 유기 화합물이다 C3H4O3의 화학식 기호를 가진다.

## 설명
아세트산 포름산 무수물은 아세트산과 포름산의 혼합 산 무수물로 볼 수 있다. 그것은 포밀 화제로 실험실 규모에서 사용된다. 아세트산 포름산 무수물은 23–27 °C 사이의 무수 다이에틸 에터에서 포름산나트륨과 염화 아세틸을 반응시켜 생산할 수 있다. 또한 0 °C에서 무수아세트산과 포름산의 반응에 의해 제조될 수 있다. 포름산 무수물보다 안정하지만 아세트산 포름산 무수물은 열적으로 불안정하고 일산화탄소의 진화와 함께 약 60 °C 이상에서 점차적으로 분해된다. 피리딘 또는 잔류 산과 같은 불순물은 이를 촉진하여 0°C까지 분해가 시작될 수 있다. 조잡한 물질은 감압 하에서 ≤30 °C에서 증류에 의해 성공적으로 정제되었다. 아세트산 포름산 무수물은 아민, 아미노산 및 알코올에 대한 포밀화된 화합물이다. 또한 포르밀 플루오라이드와 같은 다른 화합물을 만드는 재료 물질이기도 하다. 

## 같이 보기
- 아세트산
- 포름산
- 산 무수물